# Chauchat
A Chauchat ("Chou-chá", pronúncia em francês: [ʃoʃa]) foi a metralhadora leve ou "fuzil-metralhadora" padrão do Exército Francês durante a Primeira Guerra Mundial (1914-18). Sua designação oficial era "Fusil Mitrailleur Modele 1915 CSRG" ("fuzil-metralhadora Modelo 1915 CSRG"). A partir de junho de 1916, foi colocada em serviço regular na infantaria francesa, onde as tropas a chamaram de FM Chauchat, em homenagem ao coronel Louis Chauchat, o principal colaborador de seu projeto. A Chauchat em 8mm Lebel também foi amplamente utilizada em 1917-18 pelas Forças Expedicionárias Americanas (A.E.F.), onde foi oficialmente designada como "Automatic Rifle, Model 1915 (Chauchat)" (em português: "Fuzil Automático, Modelo 1915 (Chauchat)"). Um total de 262.000 Chauchats foram fabricadas entre dezembro de 1915 e novembro de 1918, incluindo 244.000 utilizando o cartucho de serviço 8mm Lebel, tornando-a a arma automática mais amplamente fabricada na Primeira Guerra Mundial. Os exércitos de outras oito nações - Bélgica, Finlândia, Grécia, Itália, Polônia, Romênia, Rússia e Sérvia - também usaram o fuzil-metralhadora Chauchat em números bastante grandes durante e após a Primeira Guerra Mundial.
A Chauchat foi uma das primeiras armas leves, automáticas e com calibre de rifle projetadas para serem transportadas e disparadas por um único operador e um assistente, sem um tripé pesado ou uma equipe de artilheiros. Ela estabeleceu um precedente para vários projetos subsequentes de armas de fogo do século XX, sendo uma arma automática portátil, mas com potência total, construída de forma barata e em números muito grandes. A Chauchat combinou um cabo de pistola, uma coronha alinhada, um carregador destacável e uma capacidade de fogo seletivo em um pacote compacto de peso manejável (9,07 kg) para um único soldado. Além disso, pôde ser disparada rotineiramente a partir do quadril e durante a caminhada (fogo em marcha). A Chauchat é a única arma automática acionada por recuo longo,  um sistema produzido pelo Browning já aplicado em 1906 ao rifle semiautomático Remington Model 8: a extração e ejeção dos cartuchos deflagrados ocorrem quando o cano volta para frente, enquanto o ferrolho é mantido na posição traseira.
As trincheiras enlameadas do norte da França expuseram uma série de fraquezas no design da Chauchat. A construção foi simplificada para facilitar a produção em massa, resultando em baixa qualidade de muitas peças de metal. Os carregadores, em particular, foram a causa de cerca de 75% das paradas ou cessações de fogo; eram feitos de metal fino e abertos de um lado, permitindo a entrada de lama e poeira. A arma também deixava de funcionar quando superaquecida, a manga do cano permanecia na posição retraída até que a arma esfriasse. Consequentemente, em setembro de 1918, apenas dois meses antes do Armistício de 11 de novembro, a A.E.F., na França, já havia iniciado o processo de substituição da Chauchat pelo fuzil automático Browning M1918. Logo após a Primeira Guerra Mundial, o Exército Francês substituiu a Chauchat pela nova metralhadora leve operada a gás Mle 1924. Foi fabricada em massa durante a Primeira Guerra Mundial por duas plantas civis reconvertidas: "Gladiator" e "Sidarme". Além da versão em 8mm Lebel, o fuzil-metralhadora Chauchat também foi fabricado nos calibres U.S. .30-06 Springfield e 7,65x53mm Argentine Mauser para armar as Forças Expedicionárias Americanas (A.E.F.) e o Exército Belga, respectivamente. Os militares belgas não tiveram dificuldades com suas Chauchats em 7,65 mm Mauser e os mantiveram em serviço até o início dos anos 30, assim como o Exército Polonês. Inversamente, a versão da Chauchat em U.S. .30-06 feita pela "Gladiator" para a A.E.F., a Model 1918, provou ser fundamentalmente defeituosa e teve que ser retirada do serviço. A arma tem uma reputação ruim em alguns setores, com alguns especialistas avaliando-a como a pior metralhadora já usada.

## História
O design da Chauchat remonta a 1903, e sua operação de recuo longo é baseada no rifle semiautomático Remington Model 8, projetado por John Browning, de 1906, e não (como tantas vezes repetido no passado) nos projetos posteriores (1910) de Rudolf Frommer, o inventor húngaro da pistola comercial Frommer Stop. O projeto do fuzil-metralhadora Chauchat foi iniciado entre 1903 e 1910 em um centro de pesquisa de armas do Exército Francês localizado perto de Paris: Atelier de Construction de Puteaux (APX). Esse desenvolvimento visava criar uma arma automática leve e portátil, servida por apenas um homem, ainda disparando a munição de serviço 8mm Lebel. O projeto foi liderado desde o início pelo coronel Louis Chauchat, formado pela École Polytechnique, auxiliado pelo armeiro sênior Charles Sutter. Não menos de oito protótipos de teste foram testados na APX, entre 1903 e 1909. Como resultado, uma pequena série (100 armas) de fuzis-metralhadora CS (Chauchat-Sutter) de 8mm Lebel foi encomendada em 1911 e depois fabricada entre 1913 e 1914 pela Manufacture d'armes de Saint-Étienne (MAS). Por serem leves, foram usadas temporariamente durante o início da Primeira Guerra Mundial para armar equipes de observação em aviões militares franceses. Nenhum desses fuzis-metralhadora CS sobreviveu, seja em museus públicos ou em coleções particulares. Apenas um registro fotográfico bastante completo de sua existência passada permanece.
Em 1914, quando estourou a Primeira Guerra Mundial, as tropas francesas não usavam nenhuma metralhadora leve. Ficou claro que esse tipo de arma se tornara indispensável na guerra moderna, devido ao aumento do poder de fogo que poderia proporcionar a uma seção de infantaria. Estimulado pelo general Joseph Joffre, foi decidido adotar a Chauchat, acima de tudo porque o fuzil-metralhadora CS (Chauchat-Sutter) pré-guerra já existia e havia sido testado exaustivamente e projetado para disparar a munição de serviço 8mm Lebel. Além disso, devido aos baixos custos de fabricação e relativa simplicidade, o recém-adotado (1915) fuzil-metralhadora CSRG poderia ser produzido em massa por uma planta industrial convertida em tempo de paz. O termo CSRG é composto pelas iniciais da Chauchat, Sutter, Ribeyrolles e Gladiator, os respectivos fabricantes. Paul Ribeyrolles era o gerente geral da empresa Gladiator, fabricante, em tempos de paz, de automóveis, motos e bicicletas, localizada em Pre-Saint-Gervais (um subúrbio ao norte de Paris). A razoavelmente grande fábrica Gladiator foi assim convertida em uma fabricante de armas em 1915 e tornou-se a principal produtora industrial de fuzis-metralhadora Chauchat durante a Primeira Guerra Mundial. Mais tarde, em 1918, uma subsidiária da Compagnie des forges et acieries de la marine et d'Homecourt chamada SIDARME e localizada em Saint-Chamond, Loire, também participou da fabricação em massa de CSRGs.

## Detalhes do design

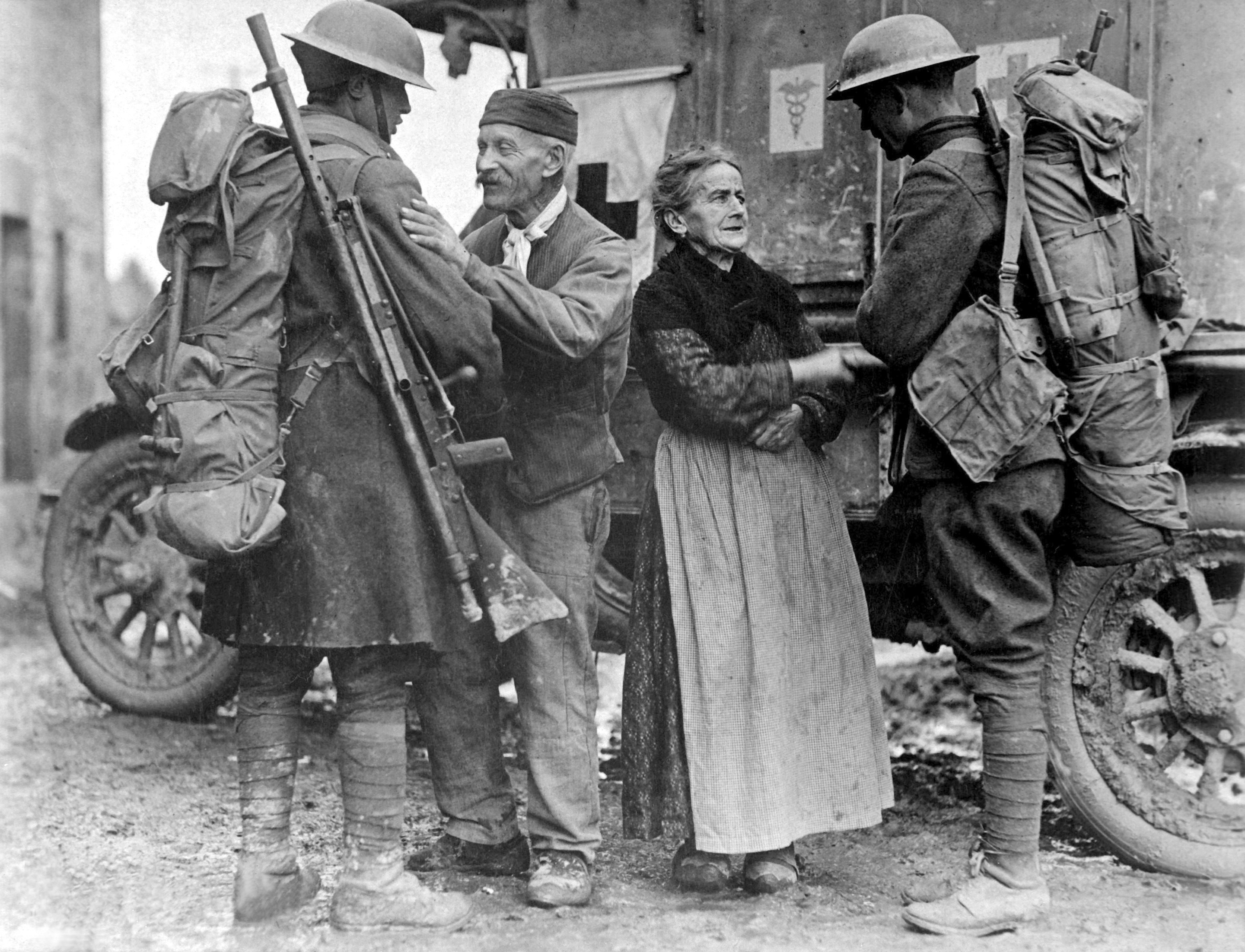
Soldados dos 308º e 166º Regimentos de Infantaria americanos libertam uma cidade francesa em 1918. O soldado da esquerda carrega uma Chauchat pendurada no ombro.

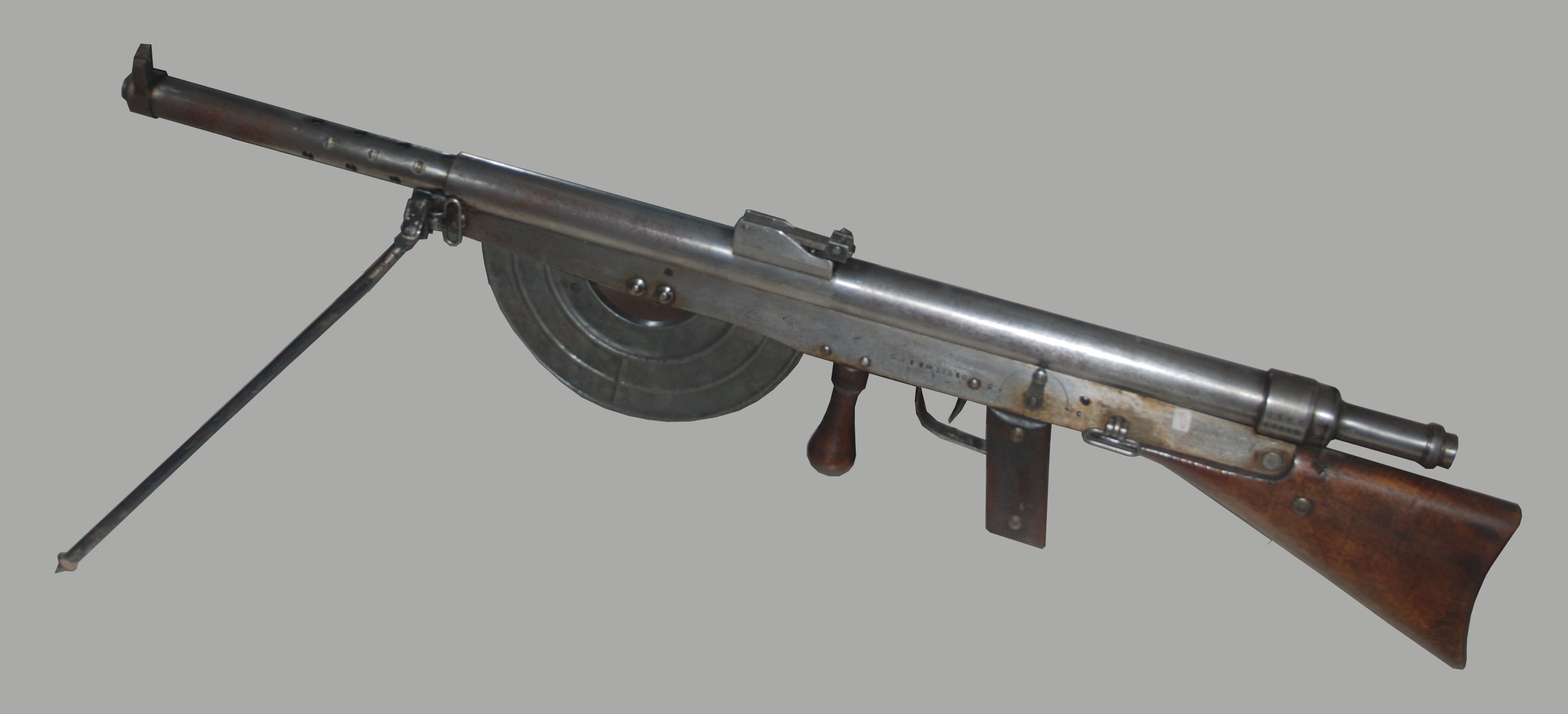
Metralhadora Chauchat no Memorial de Verdun.

O fuzil-metralhadora ou "fuzil automático" Chauchat funcionava com o princípio de recuo longo de cano com uma assistência a gás.
O fuzil-metralhadora Chauchat (CSRG) entregue ao Exército Francês disparava o cartucho 8mm Lebel a uma taxa lenta de 240 disparos por minuto. Com 9 kg, a arma era muito mais leve que as metralhadoras portáteis leves contemporâneas do período, como a metralhadora Hotchkiss M1909 Benét-Mercié, de 12 kg e a metralhadora Lewis Gun de 13 kg. Era uma arma de fogo seletivo, no modo automático ou semiautomático.
A construção da Chauchat era uma mistura de componentes novos e de alta qualidade, peças reutilizadas provadas em outros projetos e peças de baixa qualidade. Essa combinação não ajudou na confiabilidade da arma. A manga de recuo do cano, bem como todas as partes móveis do ferrolho, eram fresadas com precisão em aço sólido e sempre totalmente intercambiáveis. Os canos eram canos do rifle Lebel que haviam sido encurtados a partir ponta do cano. Os radiadores do cano eram feitos de alumínio fundido com nervuras. Por outro lado, a caixa externa da culatra era um tubo simples e o restante da arma era feito de placas de metal estampadas de qualidade medíocre. Os conjuntos da placa lateral foram presos por parafusos que poderiam se soltar após disparos prolongados. As miras eram sempre desalinhadas nas armas fabricadas pela Gladiator, criando graves problemas de mira que precisavam ser corrigidos pelos artilheiros. O número exato registrado de fuzis-metralhadora Chauchat fabricados entre 1916 e o final de 1918 é 262.300. A fábrica da Gladiator fabricou 225.700 CSRGs em 8mm Lebel mais 19.000 no calibre U.S. .30-06 entre abril de 1916 e novembro de 1918. A SIDARME fabricou 18.600 CSRGs, exclusivamente em 8mm Lebel, entre outubro de 1917 e novembro de 1918. As Chauchats produzidas pela SIDARME eram geralmente mais bem acabadas e com melhor funcionamento do que as fabricadas pela Gladiator. O Exército Francês tinha um estoque de 63.000 CSRGs pouco de antes do armistício.
Os militares franceses na época consideravam o desempenho da Chauchat como inferior em comparação à metralhadora pesada confiável Hotchkiss M1914. No entanto, enquanto a Hotchkiss era uma arma pesada, montada em tripé, a Chauchat era uma arma leve e portátil que podia ser produzida em massa, de maneira rápida, barata e em grande número. Também nunca pretendeu assumir o papel de defesa estática da metralhadora pesada. Pelo contrário, foi projetada para ser uma arma leve, altamente portátil e automática que aumentaria o poder de fogo dos esquadrões de infantaria enquanto eles avançavam durante os ataques. Uma vantagem significativa é que ela poderia ser facilmente disparada enquanto caminhava (fogo em marcha), pendurando a bandoleira da Chauchat sobre um gancho de ombro localizado no lado superior esquerdo do artilheiro em relação à sua bandoleira em formato de Y.

## Serviço

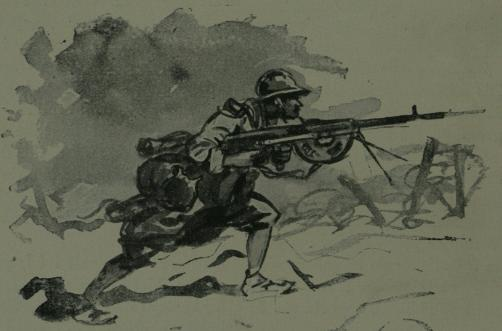
Ilustração da metralhadora Chauchat em ação.

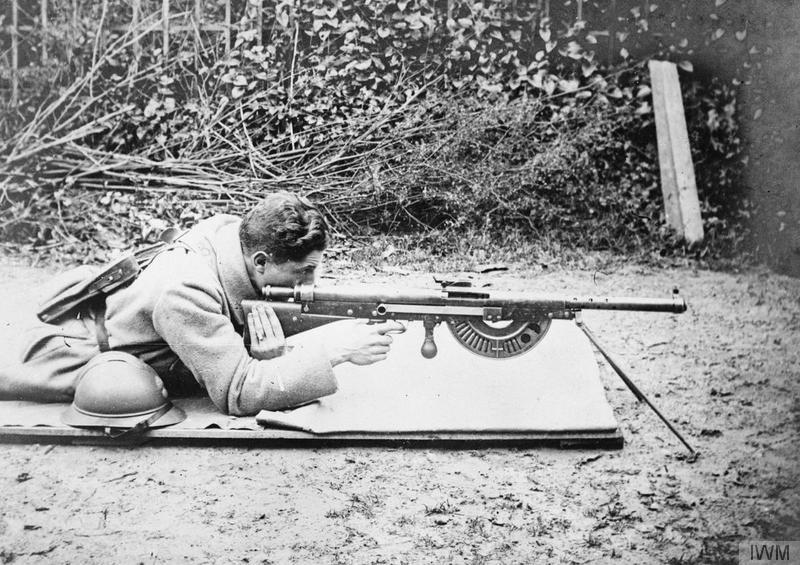
Atirando com a Chauchat.

O desempenho da Chauchat Mle 1915 no campo de batalha atraiu críticas decididamente mistas dos usuários quando a guerra estagnou na lama das trincheiras em 1916. Isso provocou uma pesquisa, regimento por regimento, solicitada pelo general Pétain no final de 1916; a conclusão essencial da pesquisa foi de que os carregadores de meia-lua e abertos de um lado estavam com defeito e causaram cerca de dois terços de todas as paradas. Por exemplo, era uma prática comum, para os artilheiros, lubrificar o interior dos carregadores para facilitar o movimento dos cartuchos 8mm Lebel. Além disso, terra solta, areia e outras partículas entravam facilmente na arma através desses carregadores abertos num lado, um risco sempre presente no ambiente lamacento das trincheiras. A insistência em usar apenas carregadores bons, não deformados e com molas fortes foi a solução mais prática para esse problema. Sabe-se também que os artilheiros da Chauchat municiavam seus carregadores com 18 ou 19 cartuchos, em vez dos 20 no máximo, a fim de evitar o temido fracasso do primeiro cartucho não ser alimentado. O sistema de recuo longo da Chauchat é frequentemente citado como fonte de estresse excessivo sobre o artilheiro ao disparar, embora testes recentes e extensos tenham demonstrado que é a ergonomia da Chauchat e seu bipé frouxo, e não o recuo, que a torna uma arma difícil para manter o alvo além de rajadas muito curtas. Na maioria das armas fabricadas pela Gladiator, as miras também fizeram a Chauchat disparar sistematicamente muito baixo e para a direita, uma falha que logo foi reconhecida, mas nunca corrigida. O superaquecimento durante períodos ininterruptos de disparos automáticos (cerca de 120 disparos com a versão em 8mm Lebel) frequentemente resultava no conjunto da manga do cano travando na posição traseira devido à expansão térmica, causando a interrupção dos disparos até a arma esfriar. Por isso, os manuais do Exército Francês e dos EUA recomendaram disparar apenas em rajadas curtas ou semiautomáticas. Em essência, a Chauchat era uma metralhadora bastante pesada, mas portátil, com capacidade automática limitada, em vez de uma verdadeira "metralhadora leve"; portanto, em 1918, a A.E.F. rotulou oficialmente a Chauchat, em seus manuais, como um "fuzil automático".

### Serviço americano
Enquanto as restrições da cadência de tiro (250 disparos / minuto) tornaram a arma manejável em sua versão em 8mm Lebel, a versão em U.S. .30-06 disparava cartuchos mais poderosos que exacerbaram os problemas de superaquecimento. Além do mais, as 18.000 Chauchats em .30-06 entregues à A.E.F. não foram conversões do modelo francês. Em vez disso, elas eram armas recém-fabricadas que haviam sido entregues diretamente à A.E.F. pela fábrica da Gladiator. Conforme documentado nos arquivos militares americanos e franceses originais, a maioria dessas Chauchats Mle 1918 em .30-06 era falha desde o início devido a alargamentos incompletos da câmara e outros defeitos dimensionais adquiridos durante o processo de fabricação na fábrica da Gladiator. Muito poucas Chauchats em .30-06 chegaram às linhas de frente do norte da França; no entanto, quando o faziam, não era incomum que as unidades americanas simplesmente descartassem suas Chauchats em favor dos rifles M1903 Springfield. Enquanto os manuais de instruções em francês e inglês para a Chauchat em 8mm Lebel ainda são comumente encontrados hoje, os manuais de instruções para a "Chauchat americana" em U.S. .30-06 dos nunca foram vistos em arquivos militares dos EUA e da França ou em coleções particulares.

#### Chauchat no serviço americano
Depois que os Estados Unidos entraram na Primeira Guerra Mundial, em abril de 1917, as Forças Expedicionárias Americanas (AEF) chegaram à França sem armas automáticas ou artilharia de campanha. Consequentemente, recorreu ao seu aliado francês para comprar material bélico. O general Pershing escolheu a metralhadora Hotchkiss M1914 e o fuzil Chauchat (designado como "Fuzil Automático, Modelo 1915 (Chauchat)" pela AEF e apelidado de "Sho-Sho" pelas tropas) para equipar a infantaria americana. Entre agosto de 1917 e o armistício de 11 de novembro de 1918 com a Alemanha, a fábrica da Gladiator entregou à A.E.F. 16.000 Chauchats em 8mm Lebel e, no final de 1918, 19.000 Chauchats em .30-06.
Embora o desempenho da Chauchat M1915 em 8mm Lebel tenha sido eficaz em combate, a julgar pelo número de artilheiros da Chauchat americanos encontrados nas Histórias Divisórias dos EUA, o desempenho da Chauchat M1918 em .30-06 foi logo reconhecido como abismal (e em grande parte, o motivo da má reputação da arma). O problema mais comum era a falha na extração, depois que a arma disparava apenas alguns tiros e ficava ligeiramente quente. Um teste moderno de disparo da Chauchat M1918 .30-06 foi realizado em Aberdeen Proving Grounds em julho de 1973, mas nenhum problema em particular foi descrito no relatório oficial, que pode ser acessado em arquivo aberto. Por outro lado, um teste de disparo exaustivo da Chauchat M1918 em .30-06 também foi realizado em 1994 perto de Chambersburg, Pensilvânia, por R. Keller e W. Garofalo. O teste, relatado no volume "The Chauchat Machine Rifle", expôs graves problemas de extração causados por medições incorretas da câmara e outras manufaturas abaixo do padrão. Durante a Primeira Guerra Mundial, em 1918, o registro de arquivo americano preservado também documenta que os inspetores americanos da fábrica da Gladiator haviam rejeitado cerca de 40% da produção da Chauchat .30-06, enquanto os 60% restantes eram problemáticos sempre que atingiam a linha de frente. Os suprimentos do recém-fabricado e superior M1918 Browning Automatic Rifle (BAR) foram alocados com moderação e apenas muito tarde, durante a ofensiva de Meuse-Argonne, que começou no final de setembro de 1918. Portanto, cerca de 75% das divisões dos EUA ainda estavam equipadas com a Chauchat - em sua versão original francesa M1915 em 8mm Lebel - na época do Armistício de Compiègne. Também está bem documentado que o general Pershing estava retendo o BAR até que a vitória fosse certa, por medo de fosse copiado pela Alemanha. No entanto, sabe-se que as primeiras BARs entregues tinham molas de recuo temperadas de forma inadequada e, se essas armas tivessem sido introduzidas prematuramente durante o verão de 1918, seu emprego também poderia ter sido problemático. Um dos relatos mais significativos do fraco desempenho da Chauchatfoi do então tenente Lemuel Shepherd, que foi citado dizendo:
Passei as últimas semanas [da Primeira Guerra Mundial] no hospital, mas vou lhe dizer uma que coisa que os meninos mais tarde me disseram: no dia seguinte ao armistício, eles receberam a palavra para entregar seus Chauchats e pegar Fuzis Automáticos Browning. Aquele BAR era muito melhor do que aquela maldita Chauchat. Se tivéssemos o BAR seis meses antes, ele teria salvado tantas vidas.
Conforme documentado pelo veterano da Primeira Guerra Mundial Laurence Sallings (em The Doughboys 1963) e pelas Histórias Divisórias dos EUA, a Medalha de Honra foi concedida a três artilheiros americanos da Chauchat em 1918: 1) Soldado Nels Wold (35ª Divisão, 138ª Infantaria). 2) Soldado Frank Bart (2ª Divisão, 9ª Infantaria) e 3) Soldado Thomas C. Neibaur (42ª Divisão, 107ª Infantaria).
A Chauchat CSRG 1915 foi operada com munição Balle D 8mm, que era padrão para os franceses até 1932, quando começaram a usar o cartucho aprimorado Balle N 8mm Lebel. As Chauchats, quando se aposentaram, não foram convertidas para o Balle N e, como resultado, não funcionaram bem com o cartucho Balle N (as armas francesas da Primeira Guerra Mundial convertidas para Balle N terão marcações notáveis em "N"). Somente o Balle D 8mm deve ser usado na Chauchat 1915. A maneira mais rápida de identificar os diferentes cartuchos é que o projétil do Balle D é e cor bronze, enquanto o do Balle N é prata brilhante.

## Melhorias
Vários protótipos de carregadores da Chauchat totalmente à prova de terra foram testados com sucesso em maio e junho de 1918, mas chegaram tarde demais para serem colocados em serviço. Carregadores padrão mais fortes e abertos num lado, bem como capas de lona sob medida para proteger a arma contra a lama durante o transporte, haviam sido colocados em serviço anteriormente no final de 1917. A equipe inicial de dois homens da Chauchat também foi considerada insuficiente e acabou se transformando em uma equipe de quatro em outubro de 1917 (o líder do esquadrão; o atirador; o atirador assistente, que cuidava dos carregadores; e mais um porta-carregadores adicional). Tanto o atirador como o atirador assistente carregavam o tempo todo uma pistola Ruby em .32 ACP com três carregadores, cada um municiado com 9 cartuchos, como parte de seu equipamento regular. O líder do esquadrão e porta-carregadores estavam ambos equipados com um rifle ou com uma carabina Berthier. Enquanto os homens adicionais prestavam assistência no transporte de carregadores municiados, ajudando a gerenciar problemas de funcionamento e protegendo o atirador, isso também negava uma das principais inovações da Chauchat: a capacidade de fornecer fogo automático altamente móvel sem a necessidade da equipe de 4 homens inerente à metralhadora Hotchkiss M1914.
Em meados de 1918, com a mobilidade retornando à guerra e o fim do impasse na Frente Ocidental, a guerra havia saído da lama das trincheiras para campos abertos, tornando as armas mais confiáveis e fáceis de manter. Além disso, os regimentos de infantaria franceses foram reorganizados em vários pequenos grupos de combate (18 homens) ("Demi-Sections de Combat"). Eles eram constituídos por um esquadrão completo da Chauchat, além dos quatro especialistas em granadas de rifle VB e oito granadeiros / fuzileiros convencionais. Nesse momento, em 1918, os registros regimentais franceses e as estatísticas das medalhas dadas aos artilheiros da Chauchat documentam que eles eram uma contribuição essencial para o sucesso dessas táticas de infantaria atualizadas. Elas foram aplicadas para suprimir os ninhos de metralhadoras inimigas pela ação combinada do fogo automático da Chauchat vindo dos lados e granadas de espingarda VB lançadas pela frente, a menos de 182,9 metros.

### Uso alemão na Primeira Guerra Mundial
Várias Chauchats capturadas foram usadas por soldados de infantaria da linha de frente da Alemanha em unidades de lança-chamas, porque não possuíam metralhadoras próprias até que as metralhadoras portáteis Maxim MG 08-15 foram entregues a eles durante o início de 1917. O exército alemão tentou modificar algumas dessas armas para disparar cartuchos 7,92x57mm Mauser.

### Uso belga

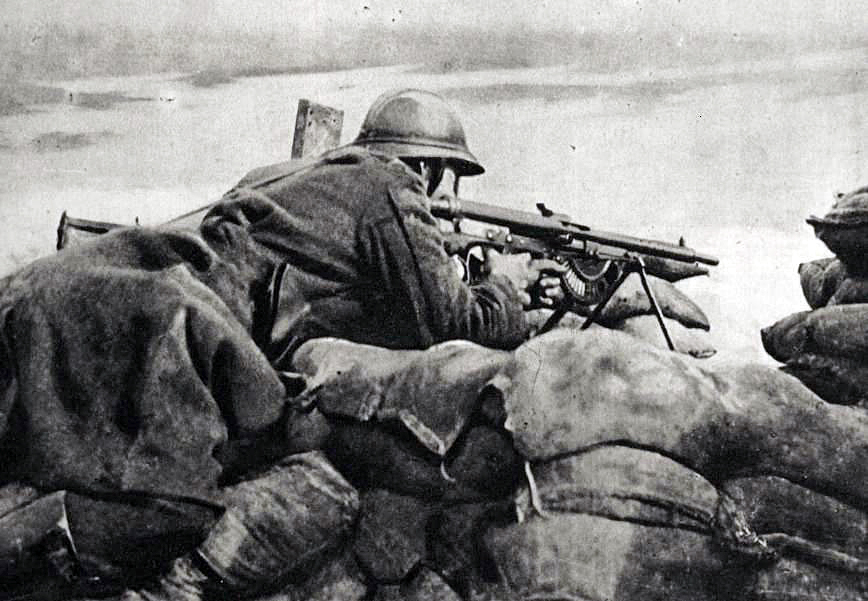
Um artilheiro belga armado com uma Chauchat, guardando uma trincheira.

O Exército Belga, que mantinha um grande setor da Frente Ocidental, adquiriu quase 7000 Chauchats para sua infantaria. Cerca de metade dessas Chauchats belgas foram convertidas para disparar sua munição padrão 7,65 mm Mauser e também foram equipadas com melhores proteções contra lama e poeira. As armas modificadas no pós-guerra foram designadas FM 15/27. Elas foram mantidas em serviço na década de 1930.

### Uso sérvio
O Exército Real Sérvio recebeu pelo menos 1.400 Chauchats entre dezembro de 1916 e abril de 1917. Alguns foram modificados para disparar 8mm Mauser.

### Uso grego
A Chauchat entrou em serviço no Exército Grego em 1917. As armas disparavam o cartucho 6,5x54mm Mannlicher-Schönauer, armazenado em um carregador semicircular. As forças do Movimento Nacional Turco usaram armas capturadas durante a Guerra Greco-Turca. A Chauchat ainda estava em uso na linha de frente durante a Guerra Greco-Italiana.

### Uso polonês
A Polônia recebeu assistência militar francesa, notadamente armas de infantaria e artilharia, após a Primeira Guerra Mundial. Como parte dessas transferências de armas francesas, a Polônia recebeu mais de 2.000 Chauchats, que ela usou extensivamente durante a Guerra Polonesa-Soviética (1919–1921). Após a guerra, a Polônia comprou mais, e seu número chegou a 11.869, tornando-se uma metralhadora leve polonesa (a RKM wz 15). Eventualmente, cerca de metade delas foram convertidas com sucesso, em meados da década de 1920, para utilizar o cartucho 7,92x57 Mauser (ou 8mm Mauser) e mantidas em serviço até o início dos anos 30, sob a designação RKM wz 15/27. Um espécime restante dessas Chauchats polonesas em 8mm Mauser é preservado e visível no Centro Nacional de Armas de Fogo do Ministério da Defesa, que faz parte do Royal Armouries em Leeds, Grã-Bretanha. Mais tarde, entre 1936 e 1937, cerca de 2.650 Chauchats foram vendidas no exterior pela Polônia, alguns para o Exército Mexicano, outros para a Espanha republicana e também no mercado internacional de armas excedentes.

### Uso finlandês
Durante a Guerra de Inverno entre a União Soviética e a Finlândia, mais de 5.000 Chauchats excedentes foram doadas pela França à Finlândia, que possuía poucas armas automáticas. As armas chegaram tarde demais para ver a ação, mas foram usadas na Guerra da Continuação, principalmente na frente de casa. Após a guerra, elas foram armazenadas até 1955 e vendidos para Interarmco entre 1959 e 1960.

### Uso alemão na Segunda Guerra Mundial
A Alemanha Nazista apreendeu Chauchats da Polônia, Bélgica, França, Grécia e Iugoslávia. As armas ex-francesas foram designadas LeMG 115(f), ex-iugoslavas e ex-polonesas LeMG 147(j), ex-gregas LeMG 156(g) e ex-belgas LeMG 126(b). Um pequeno número de Chauchats capturadas pelos alemães foi entregue aos húngaros.

### Outros usos
A Chauchat já entrou em serviço pela Síria na Guerra árabe-israelense de 1948.
Alguns remanescentes do fuzil-metralhadora Chauchat apareceram no Vietnã durante a década de 1960 na Guerra do Vietnã.[carece de fontes?]

## Comparação
A Chauchat não era comparável às submetralhadoras da Primeira Guerra Mundial, que usavam munição de pistola, em vez de rifle, e, portanto, eram menos poderosas. Comparadas à Chauchat, as primeiras metralhadoras eram usadas em números relativamente pequenos (milhares, em vez de centenas de milhares) e tinham alcance efetivo muito menor.
Diferentemente de metralhadoras muito mais pesadas, refrigeradas a ar e água (como a metralhadora Hotchkiss e as várias derivadas da metralhadora Maxim), e, como a metralhadora Madsen e a Lewis Gun, a Chauchat não foi projetada para fogo defensivo a partir de posições fixas. A vantagem tática esperada do leve e portátil fuzil-metralhadora Chauchat era aumentar o poder de fogo ofensivo do avanço de infantaria durante os assaltos. Essa tática específica ficou conhecida como fogo em marcha. O coronel Chauchat já havia formulado essa visão tática desde o início dos anos 1900, em suas muitas propostas para os níveis mais altos da estrutura de comando militar francês, incluindo o general Joffre.

## Utilizadores
- Bélgica: 6.935 (cerca de metade delas convertidas em 7.65x53mm Mauser).[carece de fontes?]
- Reino da Bulgária: Foram usados exemplares capturados.[carece de fontes?]
- República da China:[carece de fontes?]
- Tchecoslováquia: A Legião Checoslovaca trouxe de volta 130 Chauchats da Rússia em 1920.[25]
- Finlândia:[20]
- França: Mais de 100.000 foram colocadas em serviço na linha de frente no nível de esquadrão de infantaria entre abril de 1916 e novembro de 1918.
- Alemanha Nazista:[21]
- Reino da Grécia: 3.950 recebidas da Polônia.[14]
- Hungria:[23]
- Itália:[6] 1.729[carece de fontes?]
- México:[14]
- Reino da Romênia:[6][26] 7.200[carece de fontes?]
- Império Russo:[6] 6.100[27]
- Rússia Soviética: Várias unidades do Exército Vermelho usaram Chauchats durante a Guerra Civil Russa.[28]
- Reino da Sérvia: 3.839[carece de fontes?]
- Segunda República Polonesa: Pelo menos 100.000, muitos delas convertidas em 7,92x57mm Mauser.[14]
- República Espanhola:[29]
- Síria: Usada durante a Guerra árabe-israelense de 1948.[24]
- Movimento Nacional Turco: Exemplares capturados.[16]
- Estados Unidos: 15.918 em 8mm Lebel mais 19.241 em U.S. .30-06.[30] O último modelo (em U.S. .30-06), sendo insatisfatório, nunca foi implantado em números significativos.

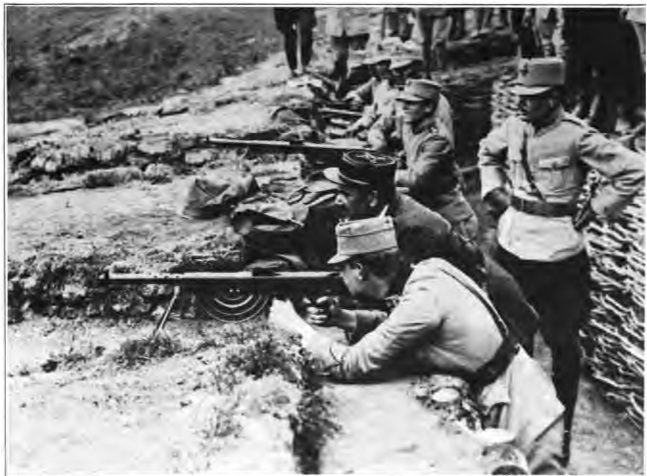
Príncipe Carlos I da Romênia disparando uma Chauchat.

## Substituição
Após o Armistício de Compiègne, os militares franceses decidiram atualizar para uma arma automática leve de esquadrão mais confiável que seria projetada e fabricada nacionalmente. A experiência foi realizada na Manufacture d'Armes de Châtellerault no início da década de 1920, culminando na adoção da nova metralhadora leve (em francês: fusil-mitrailleur), a FM Mle 1924. Operada a gás, e usando o novo cartucho sem aro 7,5 mm (que evoluiria para o 7,5x54 French), isso corrigiu todos os problemas associados à Chauchat e foi fabricada em grande número (232.000) e amplamente utilizada pelo Exército Francês até o final da década de 1950.

## Galeria

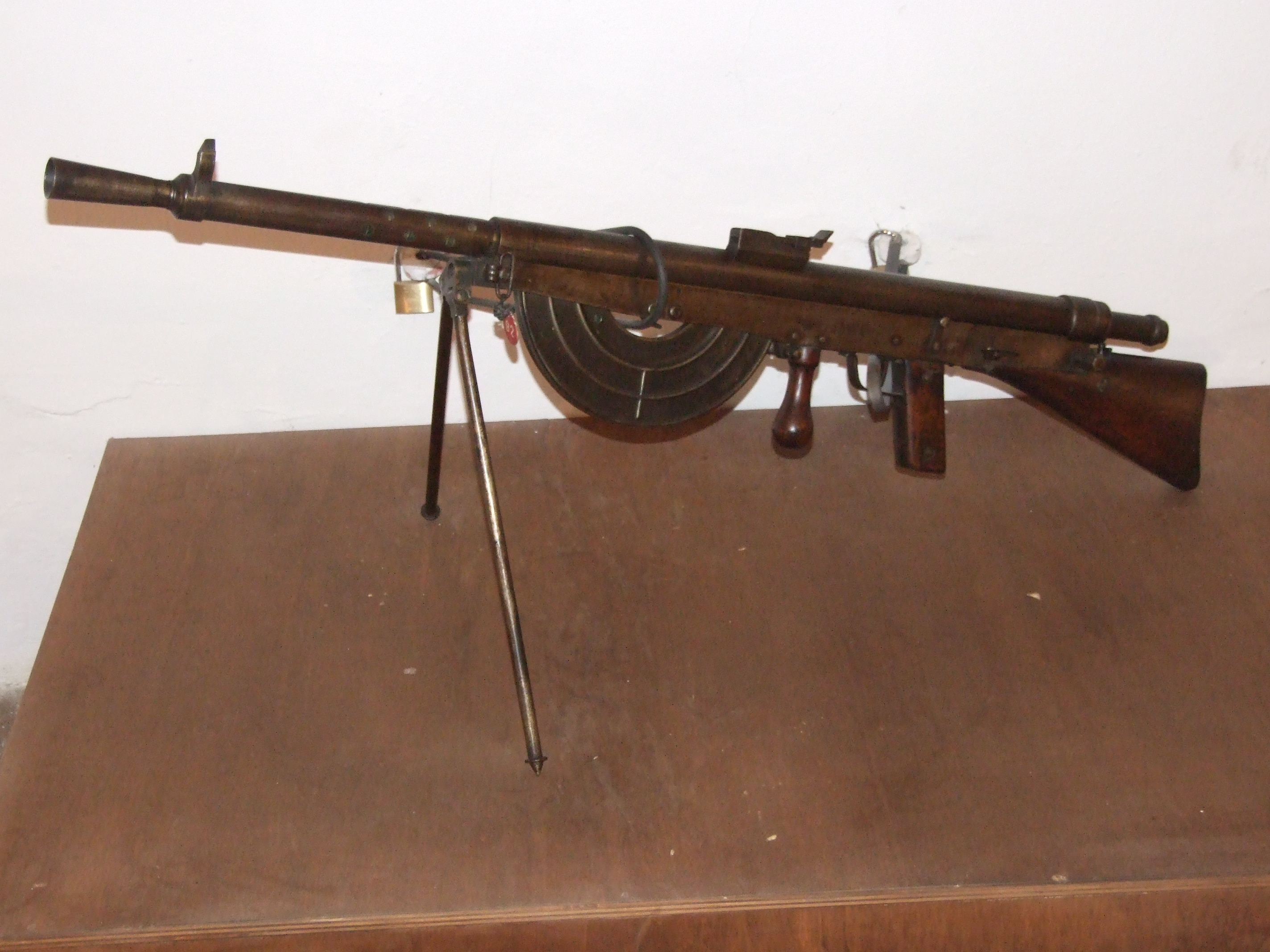
Chauchat no Forte di San Leo, Itália.
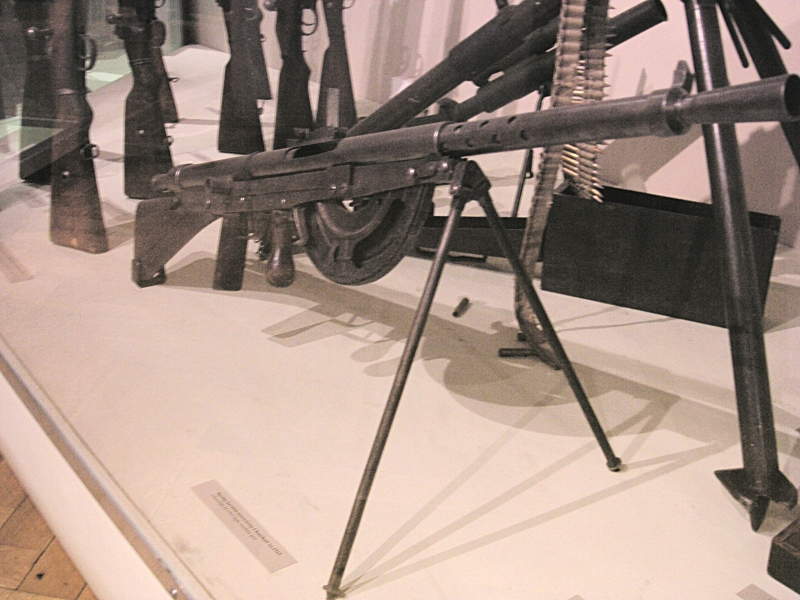
Chauchat no Museu de Varsóvia, Polônia.
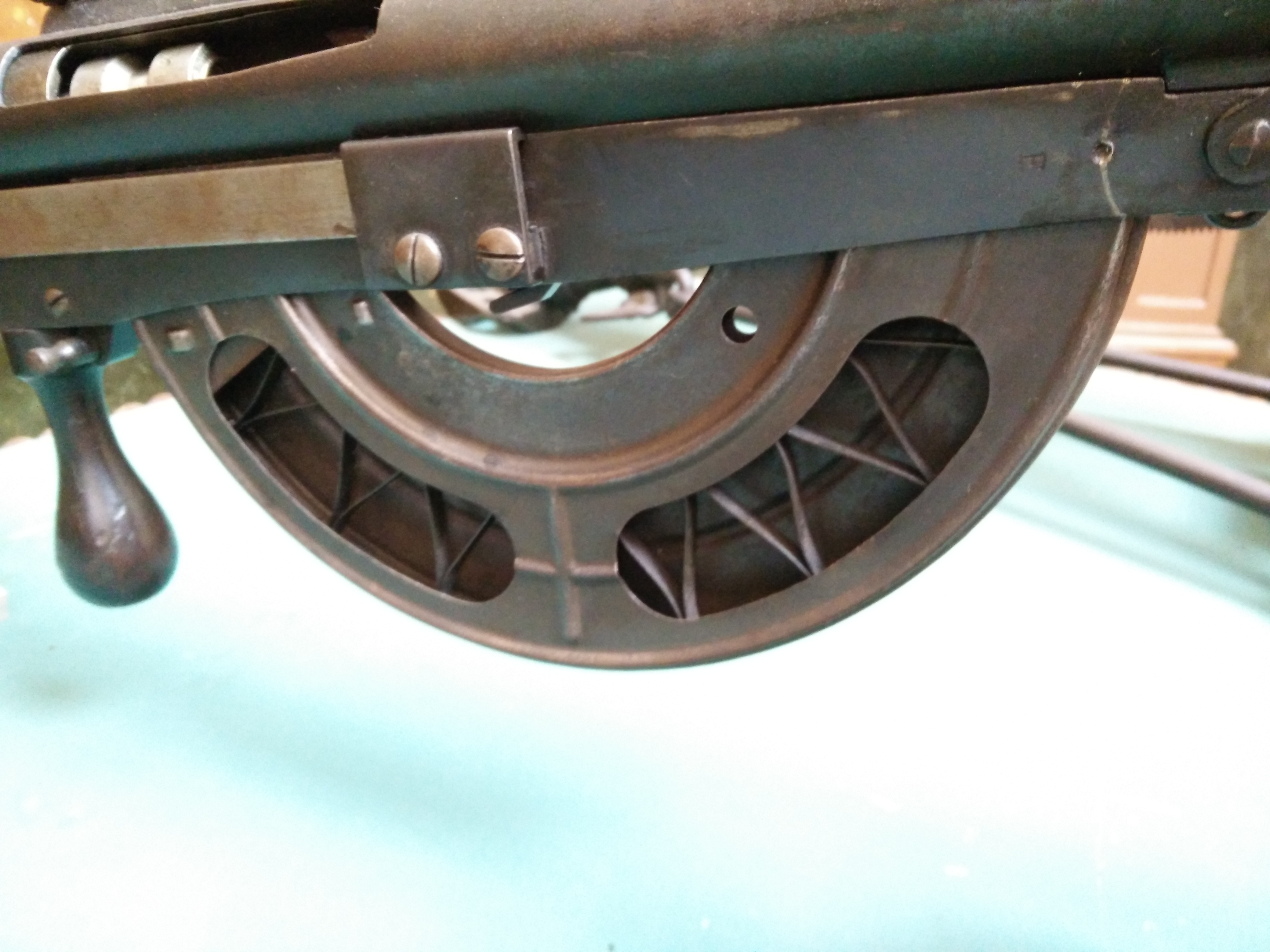
Lado aberto do carregador da Chauchat.
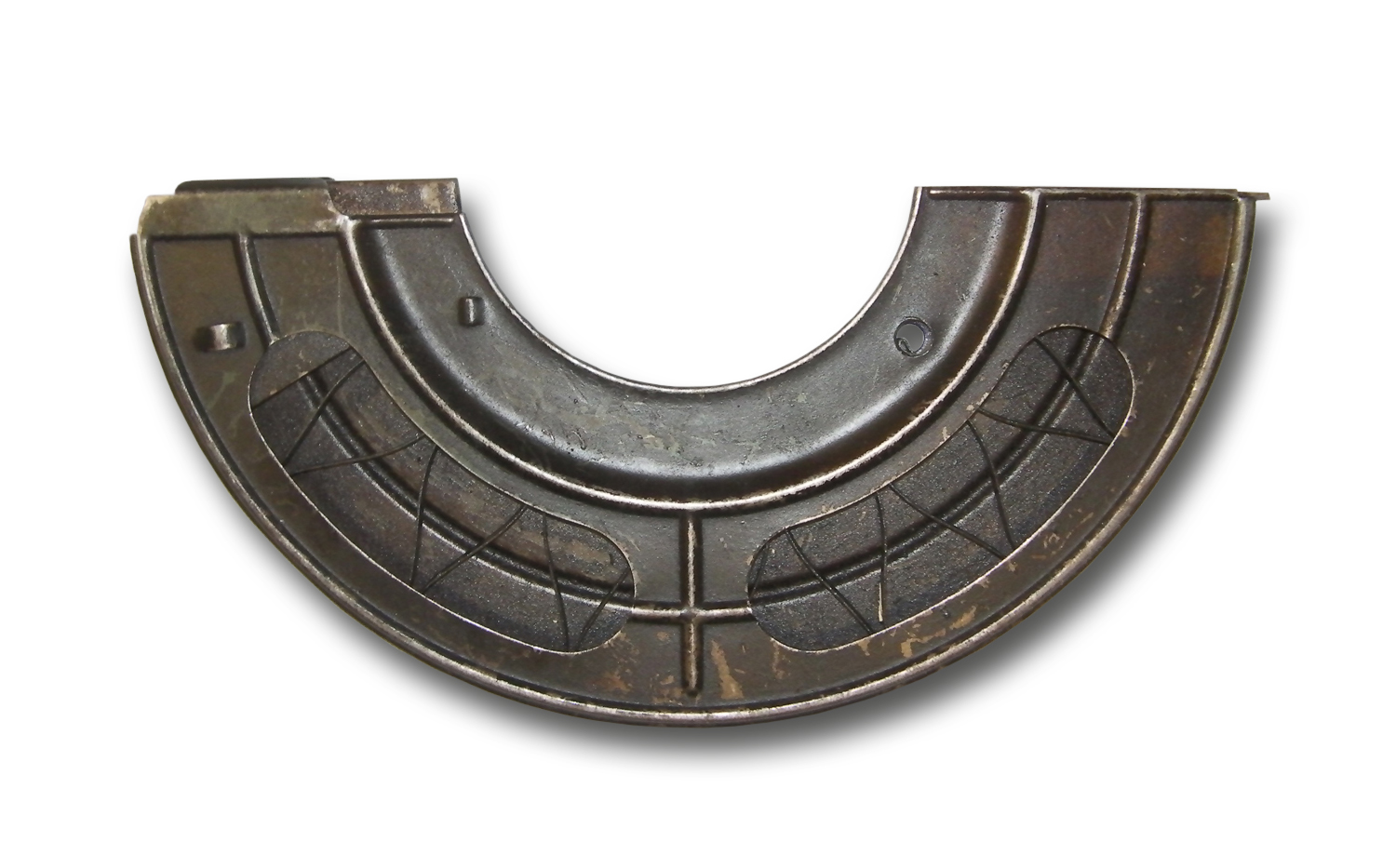
Carregador semicircular da Chauchat, aberto num lado.
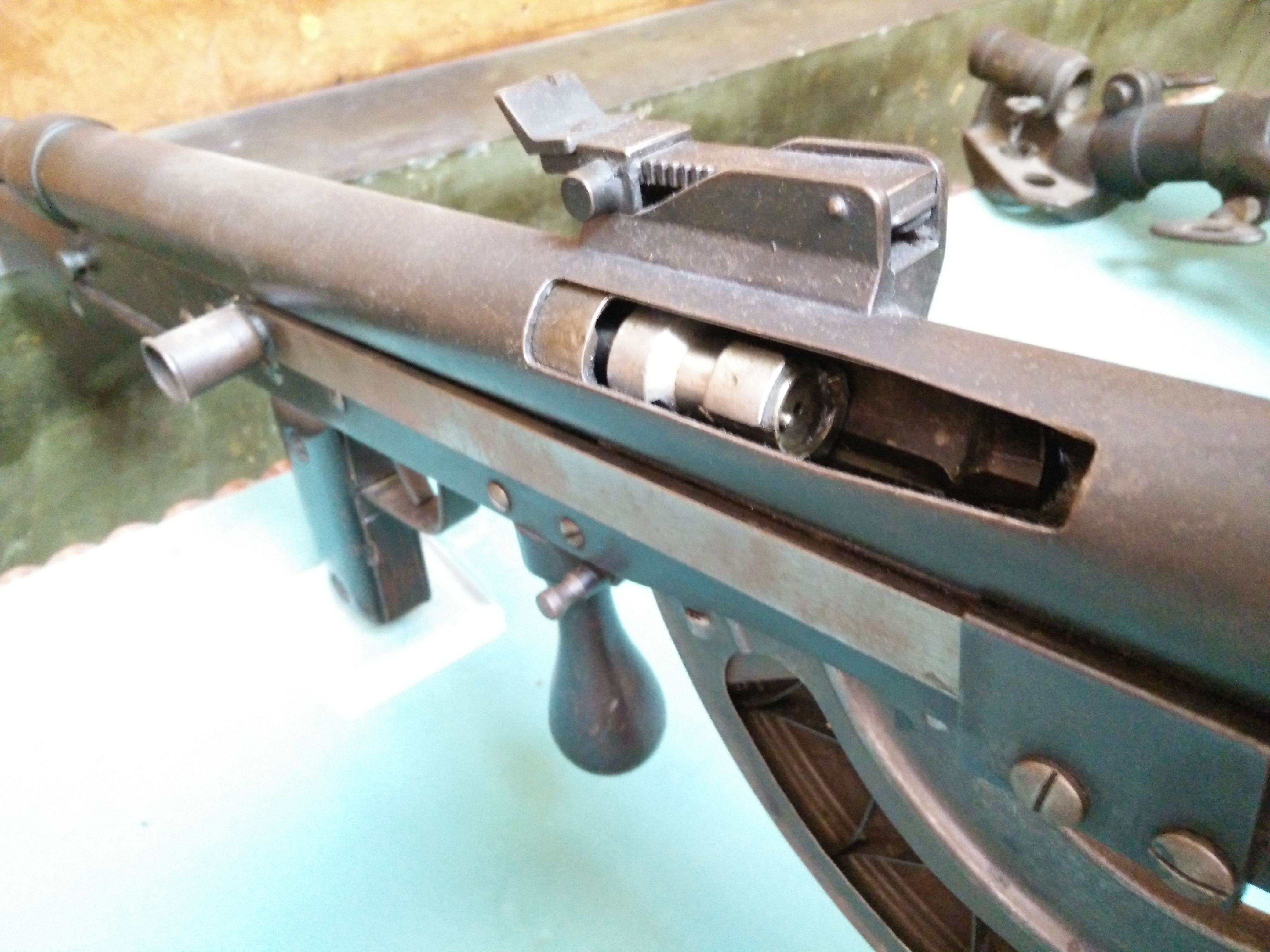
Ferrolho da Chauchat.
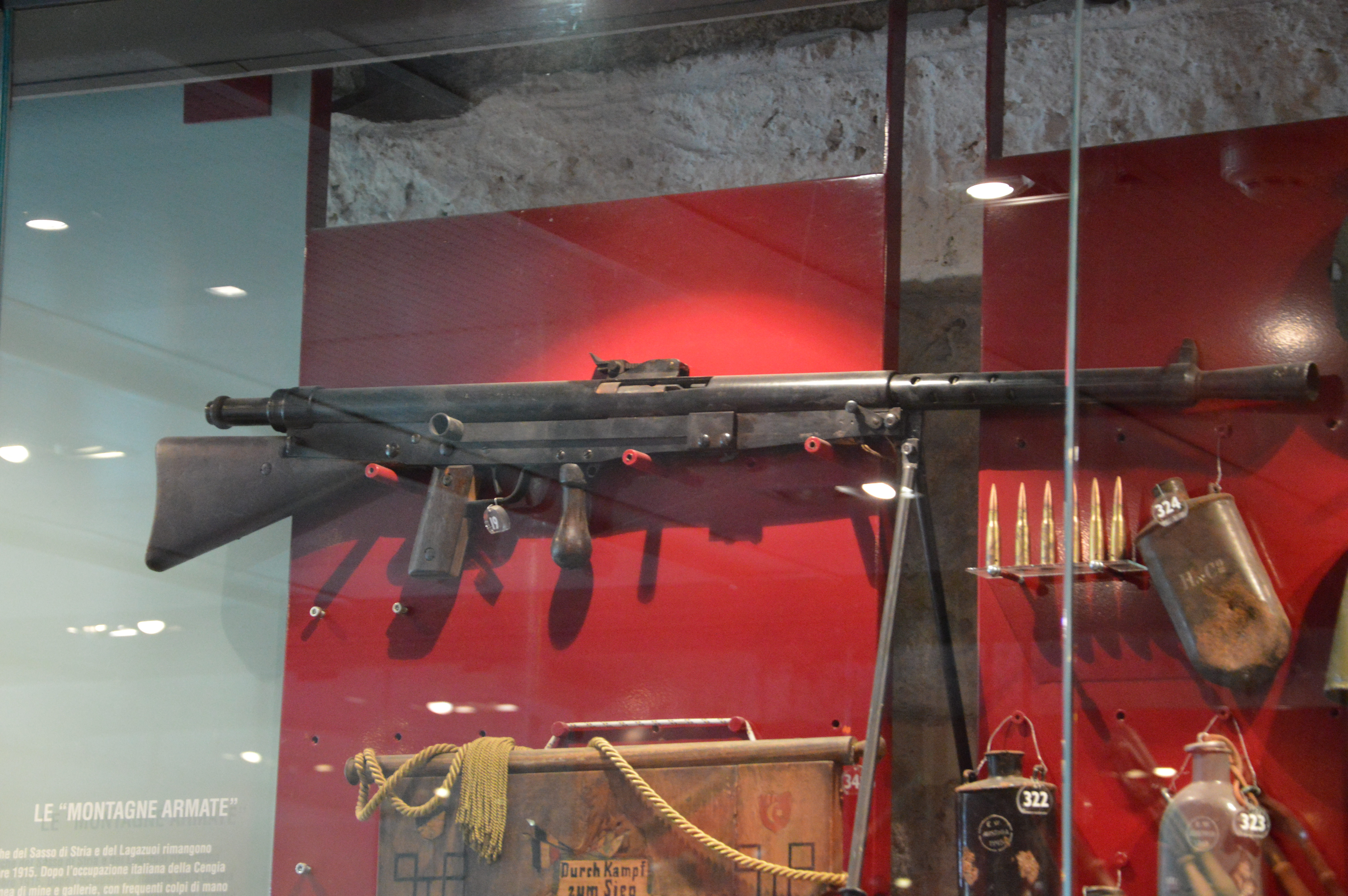
Chauchat sem carregador no Forte Tre Sassi, Itália.
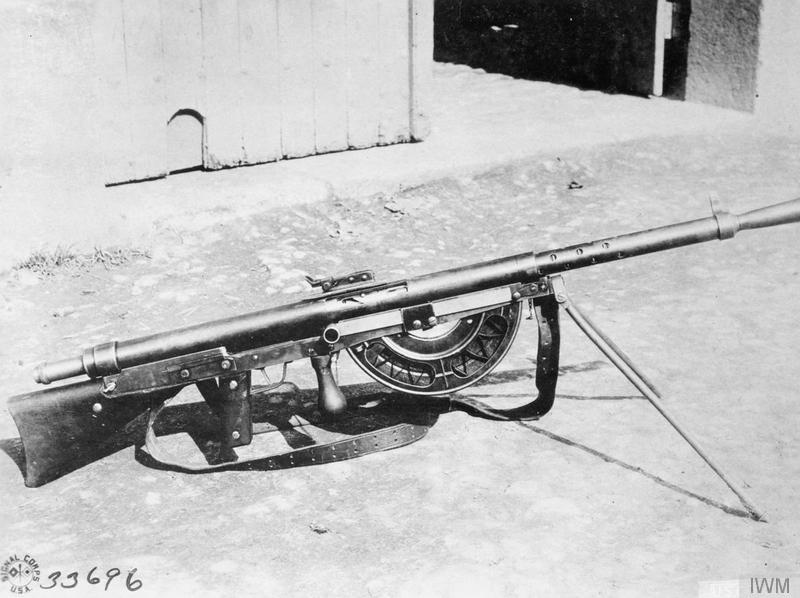
Chauchat usada pelos americanos na Frente Ocidental.
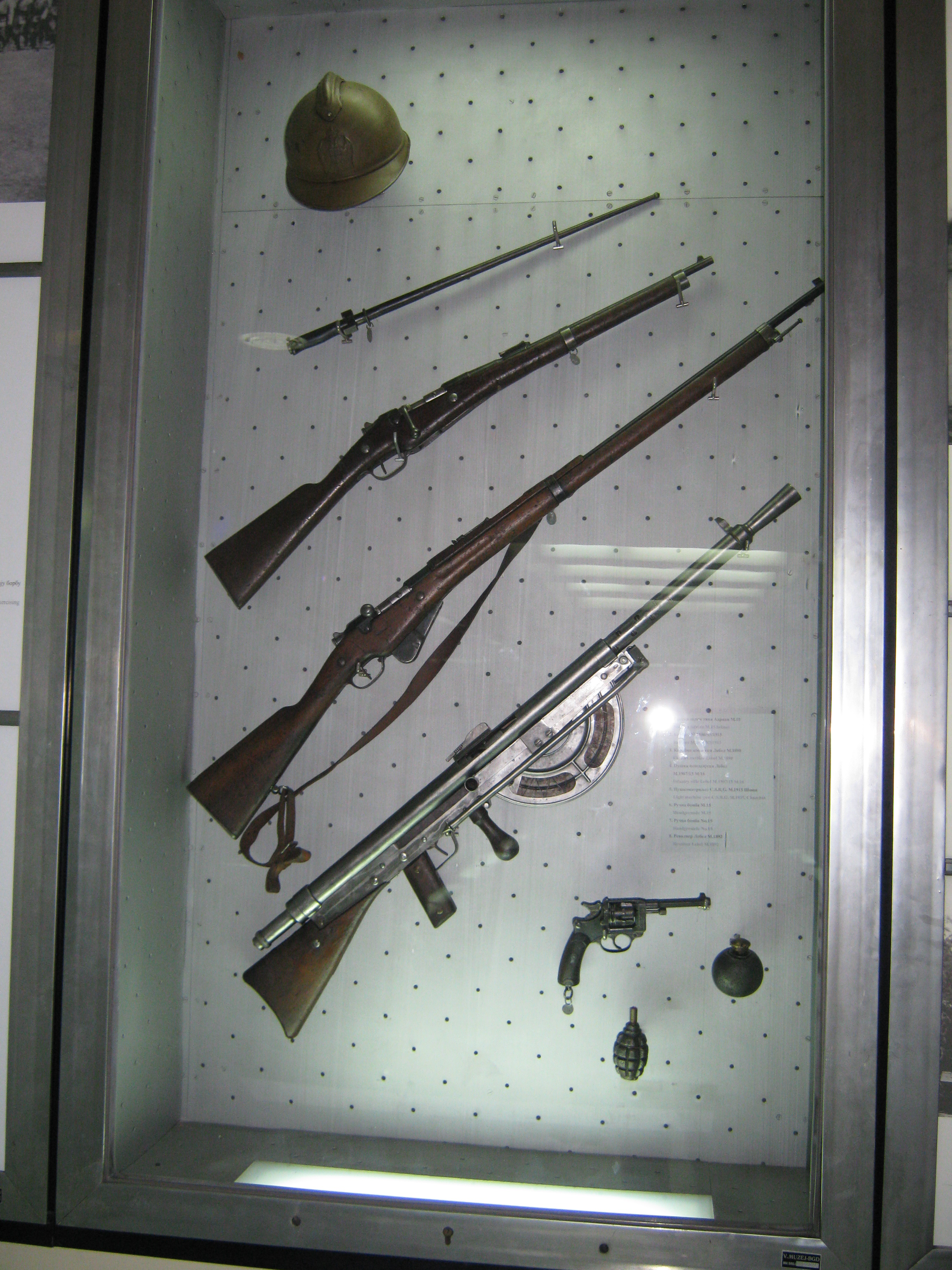
Equipamento do Exército Real Sérvio, com a Chauchat incluída.